# 永井智浩
永井 智浩（ながい ともひろ、1975年8月11日 - ）は、兵庫県明石市出身の元プロ野球選手（投手）。
現在は福岡ソフトバンクホークス執行役員（編成育成本部長）兼 スカウト部部長。

## 来歴・人物

### プロ入り前
兵庫県立明石高等学校では、エースとして1992年秋季近畿大会に進むが、1回戦で八幡商に惜敗し、春の選抜出場を逸する。卒業後はJR東海に入社。1996年の都市対抗には自チームで、翌年は昭和コンクリートに補強され出場（この時は登板なし）。
本格派右腕として期待され、1997年度ドラフト会議にて福岡ダイエーホークスから1位指名(逆指名)を受け、入団。

### プロ入り後
1年目の1998年シーズンは即戦力として期待されたものの活躍できなかったが、2年目の1999年シーズンは、同年から投手コーチになった尾花高夫が永井がフォークを投げる時に口がとがるクセを直す。同期入団の篠原貴行や星野順治とともに一軍に定着。先発として10勝を挙げ、チームのリーグ優勝に貢献した。特に優勝を争った2位の西武ライオンズとの試合では、2完封を含むチーム最多の5勝を挙げた(3敗)。中日ドラゴンズとの日本シリーズでは第3戦に先発し、降板した6回までノーヒットに抑え、勝利投手となり、チーム日本一に貢献。優秀選手賞を受賞。2000年シーズンにも9勝を挙げ、チームはリーグ2連覇を果たす。同年の巨人との日本シリーズは2試合に先発するが、第6戦では3回に打ち込まれ、敗戦投手となった。
2001年シーズンからは肘の故障とその手術の影響もあり、成績が低迷。2003年シーズンには怪我で離脱した杉内俊哉、寺原隼人らに代わり、穴を埋める活躍を見せるも同年のシーズンオフには再び右ひじの手術を受けた。それ以降は自身の故障や若手の台頭により、登板機会を失い、2005年10月1日に戦力外通告を受けた。
2006年はチームスタッフを務める傍ら、二軍選手と共に練習も行い、右ひじの回復具合によっては翌年からの現役復帰の可能性もあったが、同年のシーズンオフに改め、現役引退を発表。

### 現役引退後
2007年からはソフトバンク球団のフロントに入り、2017年1月に球団統括本部副本部長補佐を務め、同年12月1日、球団統括本部編成･育成部部長兼任スカウト室室長に就任。
2018年12月、球団統括本部編成育成本部本部長兼任スカウト・育成部部長へ昇任。
2020年10月に行われたドラフト会議にて読売ジャイアンツから1位指名を受けた平内龍太は甥にあたる（永井の妹の子）。
2021年6月、福岡ソフトバンクホークスの執行役員に選任されたことが発表された。

## 詳細情報

### 年度別投手成績
| 年 度     | 球 団     | 登 板 | 先 発 | 完 投 | 完 封 | 無 四 球 | 勝 利 | 敗 戦 | セ 丨 ブ | ホ 丨 ル ド | 勝 率 | 打 者 | 投 球 回 | 被 安 打 | 被 本 塁 打 | 与 四 球 | 敬 遠 | 与 死 球 | 奪 三 振 | 暴 投 | ボ 丨 ク | 失 点 | 自 責 点 | 防 御 率 | W H I P |
| --------- | --------- | ----- | ----- | ----- | ----- | -------- | ----- | ----- | -------- | ----------- | ----- | ----- | -------- | -------- | ----------- | -------- | ----- | -------- | -------- | ----- | -------- | ----- | -------- | -------- | ------- |
| 1998      | ダイエー  | 7     | 0     | 0     | 0     | 0        | 0     | 1     | 0        | --          | .000  | 26    | 5.2      | 4        | 1           | 5        | 0     | 1        | 7        | 0     | 0        | 3     | 3        | 4.76     | 1.59    |
| 1999      | ダイエー  | 27    | 23    | 2     | 2     | 0        | 10    | 5     | 0        | --          | .667  | 606   | 141.0    | 124      | 12          | 70       | 1     | 2        | 98       | 6     | 0        | 54    | 48       | 3.06     | 1.38    |
| 2000      | ダイエー  | 26    | 26    | 3     | 0     | 0        | 9     | 7     | 0        | --          | .563  | 653   | 143.2    | 144      | 23          | 73       | 4     | 11       | 117      | 5     | 1        | 87    | 83       | 5.20     | 1.51    |
| 2001      | ダイエー  | 13    | 9     | 0     | 0     | 0        | 3     | 2     | 0        | --          | .600  | 241   | 51.1     | 61       | 11          | 31       | 0     | 1        | 29       | 3     | 0        | 39    | 37       | 6.49     | 1.79    |
| 2002      | ダイエー  | 17    | 12    | 1     | 1     | 0        | 3     | 5     | 0        | --          | .375  | 306   | 71.1     | 67       | 10          | 27       | 2     | 4        | 64       | 2     | 0        | 40    | 40       | 5.05     | 1.32    |
| 2003      | ダイエー  | 6     | 5     | 0     | 0     | 0        | 3     | 1     | 0        | --          | .750  | 123   | 26.2     | 34       | 5           | 11       | 0     | 5        | 24       | 1     | 0        | 18    | 17       | 5.74     | 1.69    |
| 通算：6年 | 通算：6年 | 96    | 75    | 6     | 3     | 0        | 28    | 21    | 0        | --          | .571  | 1955  | 439.2    | 434      | 62          | 217      | 7     | 24       | 339      | 17    | 1        | 241   | 228      | 4.67     | 1.48    |

- 各年度の太字はリーグ最高

### 表彰
- 日本シリーズ優秀選手賞：1回 （1999年）
- JA全農Go・Go賞：1回 （最多奪三振賞：2000年5月）

### 記録
- 初登板：1998年6月13日、対日本ハムファイターズ12回戦（福岡ドーム）、7回表に3番手で救援登板、2/3回1失点で敗戦投手
- 初奪三振：同上、7回表に井出竜也から
- 初先発・初勝利：1999年4月30日、対西武ライオンズ3回戦（福岡ドーム）、6回1失点
- 初完投勝利・初完封勝利：1999年5月7日、対西武ライオンズ6回戦（西武ドーム）

### 背番号
- 19 （1998年 - 2005年）
- 120 （2006年）